# Fabbriche di Vallico
Fabbriche di Vallico is een gemeente in de Italiaanse provincie Lucca (regio Toscane) en telt 520 inwoners (31-12-2004). De oppervlakte bedraagt 15,5 km², de bevolkingsdichtheid is 34 inwoners per km².

## Demografie
Fabbriche di Vallico telt ongeveer 233 huishoudens. Het aantal inwoners daalde in de periode 1991-2001 met 11,0% volgens cijfers uit de tienjaarlijkse volkstellingen van ISTAT.
| Jaar | Inwoneraantal |
| ---- | ------------- |
| 1991 | 591           |
| 2001 | 526           |

## Geografie
De gemeente ligt op ongeveer 349 m boven zeeniveau.
Fabbriche di Vallico grenst aan de volgende gemeenten: Borgo a Mozzano, Gallicano, Pescaglia, Vergemoli.
Altopascio · Bagni di Lucca · Barga · Borgo a Mozzano · Camaiore · Camporgiano · Capannori · Careggine · Castelnuovo di Garfagnana · Castiglione di Garfagnana · Coreglia Antelminelli · Fabbriche di Vallico · Forte dei Marmi · Fosciandora · Gallicano · Giuncugnano · Lucca · Massarosa · Minucciano · Molazzana · Montecarlo · Pescaglia · Piazza al Serchio · Pietrasanta · Pieve Fosciana · Porcari · San Romano in Garfagnana · Seravezza · Sillano · Stazzema · Vagli Sotto · Vergemoli · Viareggio · Villa Basilica · Villa Collemandina